# Escala Fujita-Pearson

Esquema de l'escala Fujita, dissenyat pel mateix Dr Tetsuya Fujita.

L'Escala Fujita-Pearson, també anomenada Escala de Fujita, és una escala per mesurar i classificar la intensitat d'un tornado. Es basa en la destrucció ocasionada a les estructures construïdes per l'home i a la vegetació. Va ser elaborada el 1971 per Tetsuya Fujita i Allan Pearson de la Universitat de Chicago.
Noteu que aquesta escala no es basa en la grandària, diàmetre o velocitat del tornado, sinó que es basa en els danys causats per ell. L'avaluació oficial es duu a terme per meteoròlegs i enginyers civils. Alguns mitjans auxiliars de l'avaluació del dany són seguiments per radar, testimonis visuals, informes periodístics, fotogrametria i videogrametria.

## Escala
Encara que l'escala abasta teòricament 13 graus, tots els tornados registrats estan compresos en els 6 inferiors: 
| Intensitat | Velocitat del vent         | Danys |
| ---------- | -------------------------- | --- |
| F0         | 60-117 km/h (45-72 mph)    | Lleus. |
| F1         | 117-181 km/h (73-112 mph)  | Moderats. Aquests tornados poden aixecar teules o moure cotxes en moviment. Tràilers poden ser estirats i vaixells poden ser enfonsats. |
| F2         | 181-250 km/h (113-157 mph) | Considerables. Les teulades d'algunes cases poden ser aixecats, els tràilers i cases rodants que estiguin en el camí del tornado seran demolits. Aquest tornado també pot descarrilar vagons de trens.                                       |
| F3         | 250-320 km/h (158-206 mph) | Greus. Arbres poden ser arrencats d'arrel i parets i teulades d'edificis sòlids, seran arrencats amb total facilitat. |
| F4         | 320-420 km/h (207-260 mph) | devastadors. Motors de trens i de camions de 40 tones seran llançats fàcilment per l'aire. |
| F5         | 420-520 km/h (261-318 mph) | Extremadament destructius. Tornados amb aquesta intensitat destrueixen tot en el seu camí. Els cotxes poden ser llençats com si fossin joguines, i edificis sencers poden ser aixecats del sòl. Conegut col·loquialment com el "Dit de Déu". |
| F6         | 520-610 km/h (319-379 mph) | Dany inconcebible. Mai s'ha registrat un tornado d'aquestes magnituds, fins al moment. |